# Epidendrum tonduzii
Epidendrum tonduzii är en orkidéart som beskrevs av Lank. Epidendrum tonduzii ingår i släktet Epidendrum och familjen orkidéer.
Artens utbredningsområde är Costa Rica. Inga underarter finns listade i Catalogue of Life.